# Nemax All Share Index
Der Nemax All Share Index war ein deutscher Aktienindex am neuen Markt. Der Neue Markt war ein spezielles Segment der Deutschen Börse, das für Wachstumsunternehmen ins Leben gerufen wurde. Der NEMAX All Share umfasste hauptsächlich Firmen aus den Bereichen Informationstechnologie, innovative Technologien und Telekommunikation. Er wurde am 1. März 1997 mit einem Basiswert von 1.000 Punkten aufgelegt. Die Berechnung des Index basierte auf der Marktkapitalisierung der enthaltenen Unternehmen, wobei die Aktien nach dem sogenannten Streubesitz gewichtet wurden. Das bedeutet, dass Unternehmen mit einem höheren Streubesitz einen größeren Einfluss auf den Index ausübten.
Der NEMAX All Share Index stellte einen wichtigen Indikator für das Marktgeschehen im Neuen Markt dar und ermöglichte es Investoren, die Performance der Wachstumsunternehmen im Vergleich zum Gesamtmarkt zu bewerten. Unternehmen mit einem hohen Gewicht im Index hatten erheblichen Einfluss auf dessen Bewegungen und damit auf die allgemeine Marktstimmung.
In den späten 1990er Jahren, während des Technologiebooms, erlebte der NEMAX All Share Index ein rasantes Wachstum und erreichte im März 2000 einen Höchststand von über 9.000 Punkten. Dieser Anstieg wurde jedoch als überhitzt wahrgenommen und führte letztendlich zu einer Korrektur. Mit dem Platzen der Dotcom-Blase im Jahr 2001 setzte ein starker Abwärtstrend ein. Viele Unternehmen erlitten erhebliche Verluste, einige gingen sogar in die Insolvenz. Der NEMAX All Share Index fiel innerhalb weniger Jahre auf nur noch einige Hundert Punkte und wurde schließlich im Jahr 2003 eingestellt.
Heute wird der NEMAX All Share Index nicht mehr berechnet oder veröffentlicht, hat jedoch eine bedeutende Rolle in der Geschichte des deutschen Aktienmarkts gespielt und dient als Lehre für Investoren. Die Ereignisse der NEMAX-Ära haben zu einer verstärkten Regulierungsaufsicht geführt und die Vorsicht bei der Bewertung von Wachstumsunternehmen erhöht. Obwohl der NEMAX All Share Index nicht mehr existiert, bleibt seine Relevanz für die Analyse vergangener Trends und als Referenzpunkt für das Wachstum von Märkten bestehen. Er wird häufig genutzt, um die volatile Natur des Neuen Marktes zu veranschaulichen und als Warnung vor übertriebenen Marktbewertungen und Spekulationen im Bereich der Wachstumsaktien zu dienen.